# Provinz Ángel Sandoval
Ángel Sandoval ist eine Provinz im östlichen Teil des Departamento Santa Cruz im Tiefland des südamerikanischen Anden-Staates Bolivien. Die Provinz trägt ihren Namen zu Ehren des bolivianischen Rechtsgelehrten, Justizbeamten und Schriftstellers Ángel Sandoval.

## Lage
Die Provinz ist eine von fünfzehn Provinzen im Departamento Santa Cruz. Sie grenzt im Osten und Norden an die Republik Brasilien, im Nordwesten an die Provinz José Miguel de Velasco, im Südwesten an die Provinz Chiquitos, und im Südosten an die Provinz Germán Busch.
Sie erstreckt sich zwischen 16° 16' und 18° 0' südlicher Breite und 57° 37' und 59° 30' westlicher Länge, ihre Ost-West-Ausdehnung beträgt 100 bis 180 Kilometer, ihre Nord-Süd-Ausdehnung 210 Kilometer. Hauptstadt der Provinz ist San Matías mit 6.267 Einwohnern (Volkszählung 2012).

## Bevölkerung
Die Einwohnerzahl der Provinz Ángel Sandoval ist in den vergangenen drei Jahrzehnten um knapp die Hälfte angestiegen:
| Jahr | Einwohner | Quelle       |
| ---- | --------- | ------------ |
| 1992 | 10 695    | Volkszählung |
| 2001 | 13 073    | Volkszählung |
| 2012 | 14 415    | Volkszählung |
| 2024 | 15 336    | Volkszählung |

## Gliederung
Die Provinz Ángel Sandoval besteht laut der letzten Volkszählung von 2024 nur aus einem einzigen Municipio, dem Municipio San Matías, das sich in die folgenden vier Cantones untergliedert:
- Kanton La Gaiba
- Kanton Las Petas
- Kanton San Matías
- Kanton Santo Corazón

## Ortschaften in der Provinz Ángel Sandoval
- San Matías 6267 Einw. – Ascención de la Frontera 949 Einw. – Santo Corazón 774 Einw. – Las Petas 734 Einw.